# Джоді Берн
Джозеф „Джоді“ Берн (англ. Joseph "Jody" Byrne; нар. 30 квітня 1963, Дублін, Ірландія) — ірландський футболіст, воротар, виступав у 1980-их — 1990-их роках у клубах Ліги Ірландії.

## Життєпис
Футбольну кар'єру розпочав у «Кембридж Бойс», звідки перейшов у «Дандолк», в якому так і не зміг виграти конкуренцію в англійця Рітчі Блекмура. Дебютував у команді 13 лютого 1983 року в поєдинку проти «Фінн Гарпс», в якому відстояв «на нуль». За два роки, проведені в команді зіграв 2 матчі, при чому в обох випадках — не пропустив жодного м'яча.
У квітні 1983 року зіграв за молодіжну команду Ліг оф Ірланд XI проти своїх італійських колег, у складі яких входили на поле Роберто Манчіні та Джанлука Віаллі.
У травні 1983 року Джим Маклафлін запросив Берна до «Шемрок Роверс», у складі яких Джоді чотири рази ставав призером чемпіонату та тричі вигравав національний кубок.
Протягом 7 років у «Роверс» зіграв 196 матчів у національному чемпіонаті, 76 з яких — «на нуль». Загалом зіграв 302 офіційні матчі, в тому числі й 8 — у Кубку європейських чемпіонів, у 2-ох з яких не пропустив жодного м'яча. Двічі (1986/87, 1988/89) визнавався гравцем року «Шемрок Роверс».  Також двічі поспіль потрапляв до списку номінантів вище вказаної премії (у сезонах 1987/88 та 1988/89).
У 1990 році перейшов у «Шелбурн». Допоміг червоним вперше за 30 років виграти національний чемпіонат (1992) та вперше за 30 років завоювати національний клубо (1993). На день Святого Патрика 1992 року отримав червону картку вже на 27-ій секунді матчу.
Після цього виступав за «Корк Сіті» та «Дандолк».

## Досягнення

### Клубні
«Шемрок Роверс»
- Ліга Ірландії / Прем'єр-дивізіон Ліги Ірландії
  -  Чемпіон (4): 1983/84, 1984/85, 1985/86, 1986/87

- Кубок Ірландії
  -  Володар (3): 1985, 1986, 1987

- Кубок президента ЛФА
  -  Володар (2): 1984/85, 1987/88

- Кубок Дубліна
  -  Володар (1): 1983/84

«Шелбурн»
- Прем'єр-дивізіон Ліги Ірландії
  -  Чемпіон (1): 1991/92

- Кубок Ірландії
  -  Володар (1): 1993

«Дандолк»
- Прем'єр-дивізіон Ліги Ірландії
  -  Чемпіон (1): 1994/95

### Індивідуальні
- Гравець сезону «Шемрок Роверс» (2): 1986/87, 1988/89